# Jag-Tradition
| Tibetische Bezeichnung      |
| --------------------------- |
| Tibetische Schrift: 'jag pa |
| Chinesische Bezeichnung     |
| Vereinfacht: 甲派           |
| Pinyin:Jia pai              |

Die Jag-Tradition bzw. tibetisch Jagpa (tib.  'jag pa) ist eine der vier Hauptlinien der Shangpa-Kagyü-Tradition. Sie geht auf Sangye Tönpas Schüler Khedrub Tsangma Shangtön (mkhas grub gtsang ma shangs ston; 1234–1309) zurück und ist nach dem von ihm gegründeten Jag-Kloster benannt.
Nach Sangye Tönpa trennte sich die Shangpa-Kagyü-Tradition in einen Jag-Zweig (Jag pa) und einen Samding-Zweig (bSam sdings pa).
Unter Gyeltshen Bum (rgyal mtshan 'bum; 1261–1334) und seinem Neffen Champa Pel (’byams pa dpal; 1310–1391) gelangte die Jagpa-Tradition zu Einfluss.
Durch Champa Pels Schüler Tsongkhapa (1357–1419) wurde sie ein integraler Bestandteil der Gelug-Tradition bis zum heutigen Tage.